# Money News
Money News, canal românesc de știri financiare. A fost lansat în perioada 19–28 aprilie 2016, aproximativ un an după ce licența canalului a fost aprobată de CNA.
Canalul transmitea din vechile studiouri ale fostului The Money Channel, care se închisese în aprilie 2015. Money News își propunea să readucă în prim-plan conținutul economic și de business, cu o grilă axată pe piețe financiare, investiții și politici economice.
Cu două săptămâni înainte de închidere, Consiliul Național al Audiovizualului a decis amânarea prelungirii licenței, oferind o șansă postului de a remedia mai multe nereguli descoperite în urma unui raport de monitorizare. Lipsa unei reacții oficiale a dus, însă, la închiderea definitivă a canalului pe 19 aprilie 2025.
Conform unor surse din conducerea M&M Channel SRL, deși postul TV a fost închis, brandul *Money News* va continua să funcționeze în mediul online, sub forma unei publicații digitale axate în continuare pe domeniul economic și financiar.